# Feldek proti Slovenské republice
Feldek proti Slovenské republice (2001) byl spor projednávaný před Evropským soudem pro lidská práva, rozhodnutí soudu bylo zveřejněno 12. července 2001. Soud rozhodl, že byla porušena Úmluva o lidských právech ze strany Slovenské republiky, konkrétně šlo o svobodu projevu.

## Stručný popis sporu
Podklad sporu před vnitrostátními soudy tvořila původně dvě vyjádření Ľubomíra Feldeka na adresu někdejšího člena vlády Slovenské republiky Dušana Slobodníka, tehdejšího ministra kultury a školství. Klíčovou roli ve sporu mělo Feldekovo vyjádření pro veřejnou informační službu „Za lepší obraz Slovenska – bez ministra s fašistickou minulostí“. 
Druhým bodem sporu byla báseň Ľ. Feldeka. Ľubomír Feldek uveřejnil 20. července 1992 v deníku Telegraf báseň Dobrou noc, má milá. Jeden z jejích veršů zněl: 
„V Praze úřad prezidenta vězeň Havel skládá. V Bratislavě prokurátor vládne zas a vláda jedné strany je více než zákon. Esesák se objal s estébákem.“ V pozdějším soudním řízení se žalobci (p. Slobodník) nepodařilo prokázat, že Feldek tím myslel právě jeho osobu a na tomto bodě žaloby dále netrval. 
Uvedený výraz „esesák“ se měl údajně vztahovat na tehdejšího ministra kultury Dušana Slobodníka, který sám ve své autobiografii Paragraf: Polární kruh mimo jiné napsal, že byl v roce 1944 ve věku 17 let povolán na teroristický kurz pořádaný Němci v obci Sekule a také byl členem Hlinkovy mládeže. Slobodník, podle svého vyjádření, byl členem Hlinkovy mládeže pouze z důvodu, že vyhrál regionální kolo turnaje ve stolním tenise a nezbytnou podmínkou účasti na celostátním kole bylo členství ve zmíněné organizaci. Teroristického kurzu se údajně zúčastnil aniž by znal jeho účel a po zjištění této skutečnosti vyslovil svůj nesouhlas, a z toho důvodu byl z kurzu i vyloučen. Dostal však příkaz provádět špionáž o pohybu Sovětských vojsk. Přislíbil příkaz plnit, podle jeho vyjádření pouze z důvodu strachu o svou osobu a blízkou rodinu. Rozkaz tedy nevykonával. Přesto byl ještě v roce 1945 odsouzen za kolaboraci. V roce 1960 byl však plně rehabilitován, protože soud neuznal skutkovou podstatu jeho trestného činu (de facto uznal, že Slobodník nebyl fašistou a jeho účast v jeho 17 letech byla vynucena).
Následně se Feldek obrátil na Evropský soud pro lidská práva a namítal porušení článků 9, 10 a 14 Úmluvy o ochraně lidských práv a svobod. Soud mu poměrem 5:2 dal za pravdu v případě čl. 10 a konstatoval, že jeho prohlášení bylo hodnotovým úsudkem, který sám o sobě nelze dokázat; také uvedl, že hranice přípustné kritiky jsou širší u člena vlády než u soukromé osoby. Stížnost Feldeka v případě článků 9 a 14 byla Soudem prohlášena za neopodstatněnou. Prohlášení pana Feldeka bylo navíc součástí politické diskuse o věcech obecného a veřejného znepokojení týkajícího se historie Slovenska. Slovenské republice Evropský soud uložil vyplatit stěžovateli 65 000 Sk za morální újmu a 500 000 Sk za soudní výlohy.

## Řízení před vnitrostátními soudy

### Řízení před Městským soudem
Dne 9. září 1992 pan Dušan Slobodník žaloval pana Ľubomíra Feldeka za urážku podle čl. 11 n. Občanského zákoníku u Městského soudu Bratislava. Později rozšířil žalobu a tvrdil, že verše „v Bratislavě zase vládne prokurátor ... a vláda jedné strany je nad zákonem ... a esesák se objal s estébáků“ z básně Ľubomíra Feldeka se vztahovaly na něj. Také uvedl, že toto prohlášení publikované v novinách se nesprávně dovolávalo na jeho fašistickou minulost. Žalobce namítal, že žalovaný musí nést náklady na publikaci omluvy v pěti denících a také mu vyplatit 250 000 Sk jako náhradu. Dne 18. října 1993 Městský soud Bratislava žalobu zamítl. Zjistil, že žalobce byl členem Hlinkovy mládeže, že v únoru a březnu 1945 se zúčastnil na teroristickém kurzu v Sekulích. Dále MS Bratislava zjistil, že v květnu 1945 vojenský tribunál Sovětské armády odsoudil pana Slobodníka k 15 letům vězení na základě toho, že se zúčastnil kurzu v Sekulích a že 22. 3. 1945 dostal rozkaz překročit frontovou linii a provádět špionáž sovětských vojsk. Tribunál dále prohlásil, že Slobodník frontovou linii nepřekročil, ale vrátil se v dubnu 1945 domů, kde byl zadržen. Pan Slobodník si odpykával trest v táborech v Sovětském svazu až do propuštění v roce 1953. V roce 1960 byl jeho trest zrušen Nejvyšším soudem SSSR. 
Pan Slobodník před MS Bratislava uvedl, že členem Hlinkovy mládeže se stal, aby se mohl zúčastnit turnaje ve stolním tenise a jeho členem byl jen krátkou dobu. Kurzu v Sekulích se podle něj zúčastnil ze strachu o sebe a svou rodinu. Dále tvrdil že byl z kurzu vyloučen a eskortován do Bratislavy, kde dostal povolení odjet zpět domů do Banské Bystrice pod podmínkou, že bude podávat zprávy o Sovětské armádě. MS ale neuznal tato fakta za prokázaná. Za důkaz neuznal ani knihu pana Slobodníka „Paragraf: Polární kruh“, která byla před tím publikována a obsahuje popis událostí.
MS Bratislava dále konstatoval, že toto období života žalobce bylo předmětem zájmu médií již před vyhlášením žalovaného a žalobce poskytl vyjádření v této věci na Slovensku i v zahraničí. Proto podle soudu pan Feldek učinil prohlášení na základě informací již v tisku publikovaných. Podle MS Bratislava musí žalovaný jako veřejný činitel snášet větší míru kritiky ze strany veřejnosti. 

### Řízení před Nejvyšším soudem Slovenské republiky
Pan Slobodník se odvolal k Nejvyššímu soudu Slovenské republiky a tvrdil, že pan Feldek neprokázal, že měl „fašistickou minulost“, a že MS nedefinoval přesný smysl tohoto pojmu. Dále pan Slobodník poukázal na to, že byl do Sekulí povolán rozkazem a tábor opustil ihned jak se dozvěděl o jeho účelu. Tvrdil, že se nedopustil ničeho špatného proti své vlasti nebo proti fašistickým spojencům a že prohlášení pana Feldeka bylo urážlivé.
Pan Feldek zejména namítal proti praxi, kdy v řízení o ochranu osobnosti musí odpůrce dokázat pravdivost svých tvrzení a navrhoval, aby se důkazní břemeno přesunulo na žalobce nebo rozdělilo mezi žalobce a žalovaného. Dále argumentoval, že jeho prohlášení je založeno na nesporných faktech členství pana Slobodníka v Hlinkově mládeži a jeho účast na teroristickém kurzu v Sekulích. Stěžovatel proto navrhl, aby bylo odvolání zamítnuto.
Dne 23. března 1994 změnil Nejvyšší soud rozsudek MS Bratislava a rozhodl, že:
… Ľubomír Feldek je povinen strpět, aby …. Dušan Slobodník podle svého uvážení dal k dispozici k uveřejnění Tiskové agentuře Slovenské republiky jakož i pěti novinám, dle vlastního výběru tuzemským i zahraničním na náklady Ľubomíra Feldeka vyjádření v tomto znění: 
Prohlášení Ľubomíra Feldeka pro veřejnou informační službu a zveřejněné v denním tisku 30. července 1992 ve znění: „... Pan Slobodník se stal letos ministrem kultury a školství SR a vzápětí vyšla najevo jeho fašistická minulost ... Domnívá se pan Slobodník, že Slovensko má nějakou specifickou výjimku a jako jediné právo revidovat filozofii norimberského procesu, závaznou pro vývoj všech ostatních evropských zemí? ...“
Příležitostná báseň …. pod titulem „Dobrou noc, má milá“ v části: „... V Bratislavě prokurátor vládne zas a vláda jedné strany je více než zákon. Esesák se objal s estébáků ... „jsou hrubým osočováním a znevažováním občanské cti osoby a života a neoprávněným zásahem do osobnosti navrhovatele Dušana Slobodníka. Ľubomír Feldek je povinen vyplatit z titulu nemajetkové újmy 200 000 Sk. (...).“
Žalovaný měl dále panu Slobodníkovi uhradit náklady řízení a další výdaje. 
Podle Nejvyššího soudu se pojem „fašistická minulost“ rovná prohlášení, že osoba má fašistickou minulost. Soud dále přezkoumal všechny dokumenty norimberského procesu vztahující se na Slovensko. V těchto dokumentech nenašel žádné zmínky o Hlinkově mládeži jako o fašistické organizaci. Zjistil, že ze zákona o Hlinkově mládeže a prováděcích směrnic nevyplývá nic co by propagovalo teorii nebo realizaci fašistických teorií. 
Požadavek pana Feldeka, aby bylo důkazní břemeno přesunuto na žalobce nebo rozděleny mezi žalobce a žalovaného byl zamítnut, protože neměla základ ve vnitrostátním právu a praxi.

## Řízení před Evropským soudem pro lidská práva
Ke jednání došlo po vyčerpání všech řádných i mimořádných opravných prostředků v domácím soudnictví. Strany sporu zastupovaly – stěžovatele (p. Feldek) p. Ernest Valko a vládu Slovenské republiky Robert Fico, který byl 14. 4. 2000 nahrazen p. Vršanským. Řízení před Evropským soudem pro lidská práva (dále jen Soud) již neprobíhalo mezi Feldekem a Slobodníkem ale mezi Feldekem a Slovenskou republikou.
Soud se zabýval řadou otázek, ke kterým se nakonec vyjádřil; a to zda lze Slobodníkovu minulost označit za fašistickou a zda výrok Ľ. Feldeka byl hodnotící a tím pádem nevyžaduje dokazování. Soud rozeznává rozdíl mezi skutkovým prohlášením a hodnotícím výrokem. Podstatou rozhodování Soudu však bylo, zda došlo k porušení práv upravených v Úmluvě o ochraně lidských práv a základních svobod, konkrétně v článcích 9, 10 a 14.
Ve věci fašistické minulosti Soud neuznal (doslova řekl, že se pod něj nemůže podepsat) restriktivní (zúžený) výklad Nejvyššího soudu SR. Ten neoznačil Slobodníková minulost jako fašistickou, protože postupoval na základě výsledků a stanov Norimberského procesu (na který ve svém vyjádření pro veřejnou informační službu odkazoval sám Feldek), v nichž je stanoveno, že případy se posuzují individuálně. Rovněž v nich není zmínka o tom, že by Hlinkova mládež byla fašistickou organizací. Rovněž vycházeje z jejích stanov ji nelze za fašistickou považovat. Soud považuje pojem „fašistická minulost“ za široký a jeho výklady mohou být různé.
Soud uznal Feldekův výrok za hodnotící aniž by byl doprovázen fakty (jak zněl rozsudek Nejvyššího soudu SR), protože fakta, kterými byl tento výrok podložen, byla již dříve obecně známa, zejména ze Slobodníkovy knihy.

### Byly porušeny články 9, 10 a 14 Úmluvy?
Stěžovatel (Feldek) namítal porušení svého práva na svobodu projevu, protože soudy vyhověly žalobě, která se týkala jeho vyhlášení publikovaného 30. 7. 1992.
Článek 10 zní: 
1. Každý má právo na svobodu projevu. Toto právo zahrnuje svobodu zastávat názory a přijímat a rozšiřovat informace nebo myšlenky bez zasahování státních orgánů a bez ohledu na hranice. Tento článek nebrání státům, aby vyžadovaly udělování povolení rozhlasovým, televizním nebo filmovým společnostem.
2. Výkon těchto svobod, protože zahrnuje i povinnosti a odpovědnost, může podléhat takovým formalitám, podmínkám, omezením nebo saknciám, které stanoví zákon a které jsou nezbytné v demokratické společnosti v zájmu národní bezpečnosti, územní celistvosti nebo veřejné bezpečnosti, na prevenci zločinnosti, ochrany zdraví nebo morálky, ochrany pověsti nebo práv jiných, zabránění úniku důvěrných informací nebo zachování autority a nestrannosti soudní moci.
Feldek ve věci namítal, že slovenská legislativa neposkytuje dostatečný zákonný základ pro omezení svobody projevu tak, aby byl předvídatelný, jak to vyžaduje judikatura soudu. Soud tuto námitku neuznal, protože podle jeho vyjádření zásah byl dostatečně upraven zákonem ve smyslu článku 10 odst. 2 a to konkrétně v občanském zákoníku čl. 11 a 13 odst. 1. Soud však nepřipouštěl zásah za nezbytný v demokratické společnosti, přes Slobodníkovü argumentaci o otočení faktů Feldeka a zdůraznění vlády o předběžném významu případného rozsudku pro vnitrostátní právo SR.
Soud rozhodl, že Feldekovo prohlášení bylo učiněno v rámci politické diskuse, výrok považuje za hodnotící a nutnost omezení práv uvedených v článku 10 nebyla dostatečně prokázána. Soud vyjádřil názor, že podpora svobodné politické diskuse je velmi důležitým znakem demokratické společnosti. Přikládá nejvyšší důležitost svobodě projevu v kontextu politické diskuse a je názoru, že se vyžadují velmi silné důvody k tomu, aby se omluvilo omezení politického projevu. V dotčeném státě by spuštění širokých omezení na politický projev v konkrétních případech nepochybně obecně postihlo respektování svobody projevu.
Ve věci údajného porušení článku 9 Soud rozhodl takto: Soud je názoru, že napadené opatření představuje zásah do stěžovatelova výkonu svobody projevu, který prozkoumal výše podle čl. 10 Úmluvy, a že v tomto ohledu nevzniká žádná zvláštní otázka k čl. 9. Feldek totiž namítal, že bylo porušeno jeho právo na svobodu myšlení, když mu soud přikázal strpět publikování textu prohlašujícího jeho prohlášení za urážlivé.
V případě údajného porušení článku 14 Úmluvy Feldek namítal, že byl diskriminován na základě svého politického názoru, protože mu bylo ze strany vnitrostátních soudů uložené nepřiměřené důkazní břemeno. Soud uvedenou stížnost posoudil a nezjistil žádný náznak, že dotyčné opatření může být přičítáno rozdílu v zacházení založeném na Feldekovu politickou orientaci nebo jakémkoli jiném přiměřeném základě.
Feldek si vůči Slovenské republice uplatňoval nárok na náhradu za peněžní a nepeněžní újmu ve výši 1.000.000 Sk. Odůvodňoval to tím, že během funkčního období, ve kterém pan Slobodník působil jako ministr kultury a školství byl propuštěn z divadla a měl problém publikovat svá díla. Soud zjistil, že neexistují dostatečné důkazy o příčinné souvislosti mezi porušením čl. 10 Úmluvy a zmíněnou škodou. Tento požadavek tedy byl zamítnut. Soud uznal pouze nemajetkovou újmu ve výši 65.000 slovenských korun.
Ve věci náhrady výdajů soud přiznal stěžovateli částku 500.000 korun, která mu má být vyplacena a až do jejího vyrovnání bude úročena 17,6% úrokem.
Soud rozhodl v poměru 5:2, že byl porušen článek 10 Úmluvy, jednomyslně rozhodl o neporušení článků 9 a 14.